# Retrat d'un cavaller (ca.1607)
El Retrat d'un cavaller, datat circa 1607, és una obra atribuïda a El Greco. Consta amb el número X-175 en el catàleg raonat d'obres d'aquest pintor, realitzat pel seu especialista Harold Wethey.

## Anàlisi de l'obra
Oli sobre llenç; 108 x 86 cm.;1607 circa; Col·lecció privada; No està signat.
Obra autèntica segons August L. Mayer, Josep Gudiol i J. Camón Aznar. Segons Harold Wethey, és una obra de taller, o de l'escola d'El Greco.
Segons Josep Gudiol, aquest retrat pictòric de més de mig-cos, tot i que està inacabat i en deficient estat de conservació, és una obra autógrafa d'El Greco. Està realitzat amb una destresa que no hauria estat assolida ni per els seus millors col·laboradors. Les mans del personatge no es veuen, perquè están amagades pels punys, i el trajo està sumàriament realitzat, però el rostre és típic d'El Greco tant en la seva tipología com en el tractament pictòric.
Aquest llenç inacabat ha estat netejat abusivament i resta poc de la pintura original.

## Procedència
- Miguel Borondo, Madrid.
- L.Harris, Londres.
- Kleinberger, París.
- Julius Böhler, Múnich.
- Un comerciant de Lucerna, Suïssa.
- Reinhart, Nova York.
- Herschel V. Jones, Minneapolis (fins a l'any 1934)
- Minneapolis Institute of Art (1934-1957)
- Julius Weitzner, Nova York.
- Col·lecció privada a Milà, Itàlia.